# Петровка (Дідовська сільська рада)
Петро́вка (рос. Петровка, башк. Петровка) — присілок у складі Федоровського району Башкортостану, Росія. Входить до складу Дідовської сільської ради.
Населення — 3 особи (2010; 9 в 2002).
Національний склад:
- росіяни — 89%